# Juan Jiménez de Lobatón y Morales
Juan Jiménez de Lobatón y Morales (Sanlúcar de Barrameda, 1634 - Lima, 6 de junio de 1693), fue un magistrado y funcionario colonial español en el Virreinato del Perú.

## Biografía
Sus padres fueron el capitán Juan Jiménez de Lobatón y Adalid, caballero de la Orden de Santiago, y la dama sanluqueña María de Morales Maldonado. Estudió en el Colegio Mayor de Cuenca, de la Universidad de Salamanca, hasta optar el grado de Doctor en Leyes.
Nombrado oidor de la Real Audiencia de Charcas (1663), fue comisionado para ejercer el cargo de corregidor y justicia mayor de Potosí (1665-1668 y 1675). Obtuvo el hábito de caballero de la Orden de Calatrava en 1671. Volvió a España con licencia (1675), logró allí ser nombrado fiscal de la Real Audiencia de Lima (1680), pero antes de viajar fue promovido a una plaza de oidor en el mismo tribunal. Luego se le benefició con un traslado futuro a una chancillería de la península (1689), pero antes que se le asignase dicha plaza fue nombrado presidente y capitán general de la Real Audiencia de Charcas (1691), pero falleció en Lima, sin haber llegado a efectuar el viaje.

## Matrimonio y descendencia
Casado en Lima el 3 de junio de 1675, con la limeña Francisca Ventura de Azaña y Llano Valdez, hija del maestre de campo Bartolomé de Azaña, caballero de la Orden de Santiago, tuvo la siguiente descendencia:
- Bartolomé Jiménez de Lobatón y Azaña, deán de la Catedral de Lima.
- Enrique Jiménez de Lobatón y Azaña, regidor perpetuo y alcalde ordinario de Lima.
- Ventura Jiménez de Lobatón y Azaña (n. 1684), varias veces alcalde ordinario de Lima, casado con Isabel de Salazar, con sucesión.
- María Ambrosia de la Concepción, casada primero con Sancho de Castro Isásaga, y luego con Nicolás Felipe de Ontañón Lastra y Romo de Córdoba, I Conde de las Lagunas, con sucesión en ambos matrimonios.
- Josefa, casada con Juan Bautista Micheo y Ustariz, con sucesión.
- Nicolás Jiménez de Lobatón y Azaña (n. 1693), primer Marqués de Rocafuerte, casado con Constanza Costilla y Cartagena, con sucesión.